# Takuo Kojima
Pour les articles homonymes, voir Kojima.
Takuo Kojima (小島卓雄, Kojima Takuo), né en 1955, à Chiyoda, au Japon, est un astronome amateur japonais.
L'astéroïde (3644) Kojitaku a été nommé en son honneur.

## Découvertes
D'après le Centre des planètes mineures, il a découvert quarante-cinq astéroïdes numérotés entre 1987 et 2000.
| Astéroïdes découverts : 45    | Astéroïdes découverts : 45 | Astéroïdes découverts : 45 |
| ----------------------------- | -------------------------- | -------------------------- |
| (3774) Megumi                 | 20 décembre 1987           |                            |
| (3786) Yamada                 | 10 janvier 1988            |                            |
| (3829) Gunma                  | 10 mars 1988               |                            |
| (3995) Sakaino                | 5 décembre 1988            |                            |
| (3998) Tezuka                 | 1er janvier 1989           |                            |
| (3999) Aristarque             | 5 janvier 1989             |                            |
| (4041) Miyamotoyohko          | 19 février 1988            |                            |
| (4156) Okadanoboru            | 16 janvier 1988            |                            |
| (4288) Tokyotech              | 8 octobre 1989             |                            |
| (4493) Naitomitsu             | 14 octobre 1988            |                            |
| (4576) Yanotoyohiko           | 10 février 1988            |                            |
| (4632) Udagawa                | 17 décembre 1987           |                            |
| (4866) Badillo                | 10 novembre 1988           |                            |
| (4949) Akasofu                | 29 novembre 1988           |                            |
| (5348) Kennoguchi             | 16 janvier 1988            |                            |
| (5432) Imakiire               | 3 novembre 1988            |                            |
| (5433) Kairen                 | 10 novembre 1988           |                            |
| (5813) Eizaburo               | 3 novembre 1988            |                            |
| (6185) Mitsuma                | 20 décembre 1987           |                            |
| (6298) Sawaoka                | 1er décembre 1988          |                            |
| (6551) 1988 XP                | 5 décembre 1988            |                            |
| (6555) 1989 UU1               | 29 octobre 1989            |                            |
| (6706) 1988 VD3               | 11 novembre 1988           |                            |
| (7402) 1987 YH                | 25 décembre 1987           |                            |
| (7517) Alisondoane            | 3 janvier 1989             |                            |
| (7563) 1988 BC                | 16 janvier 1988            |                            |
| (7697) 1989 AE                | 3 janvier 1989             |                            |
| (8219) 1996 JL [1]            | 10 mai 1996                |                            |
| (9321) Alexkonopliv           | 5 janvier 1989             |                            |
| (9939) 1988 VK                | 3 novembre 1988            |                            |
| (10064) Hirosetamotsu         | 31 octobre 1988            |                            |
| (10744) Tsuruta               | 5 décembre 1988            |                            |
| (10853) Aimoto                | 6 février 1995             |                            |
| (11861) Teruhime              | 10 novembre 1988           |                            |
| (12037) 1997 CT19             | 11 février 1997            |                            |
| (13023) 1988 XT1              | 10 décembre 1988           |                            |
| (15832) 1995 CB1              | 7 février 1995             |                            |
| (23570) 1995 AA               | 1er janvier 1995           |                            |
| (23572) 1995 AS2              | 10 janvier 1995            |                            |
| (43088) 1999 WO9              | 30 novembre 1999           |                            |
| (45263) 2000 AD5              | 3 janvier 2000             |                            |
| (48421) 1988 VF               | 3 novembre 1988            |                            |
| (71236) 2000 AC5              | 3 janvier 2000             |                            |
| (168551) 1999 WH4             | 28 novembre 1999           |                            |
| (192864) 1999 WP9             | 30 novembre 1999           |                            |
| - [1] avec Robert H. McNaught |                            |                            |